# Boryń (województwo lubuskie)
Boryń (niem. Friedrichshof) – osada w Polsce, położona w województwie lubuskim, w powiecie zielonogórskim, w gminie Czerwieńsk.
W latach 1975–1998 miejscowość należała administracyjnie do województwa zielonogórskiego.